# Baby Boy (canção de Me & My)
Baby Boy é uma canção da dupla musical dinamarquêsa de bubblegum dance Me & My. Foi lançado em 1995 como segundo single da dupla e de seu álbum, Me & My. Essa canção teve um sucesso moderado na Europa, chegando alcançar a posição de número 1 na Dinamarca e Hungria e sendo o hit top 30 em mais de 3 países. Em 2007, a canção foi incluída como faixa no álbum da dupla, The Ultimate Collection.

## Lista de Faixas
12" single, Denmark
1. "Baby Boy" (Flex Club Mix) 6:49
2. "Baby Boy" (Radio Version) 3:23
3. "Baby Boy" (Dub Combo Version) 5:06
4. "Baby Boy" (Rythmicity Version) 9:28

CD maxi, Europe
1. "Baby Boy" (Flex Club Mix) 6:49
2. "Baby Boy" (Radio Version)3:23
3. "Baby Boy" (Dub Combo Version) 5:06
4. "Baby Boy" (Rythmicity Version) 9:28

CD maxi, Japan
1. "Baby Boy" (Flex Club Mix) 6:49
2. "Baby Boy" (Radio Version)3:23
3. "Baby Boy" (Dub Combo Version) 5:06
4. "Baby Boy" (Rythmicity Version) 9:28
5. "Dub-I-Dub" (DJ Beam's Radio Remix) 3:49
6. "Dub-I-Dub" (88-Keys Cub Mix) 5:42

## Desempenho nas tabelas musicais

### Tabela musical
| Tabela musical (1995/96)              | Posição de pico |
| ------------------------------------- | --------------- |
| Áustria - (Ö3 Austria Top 40)         | 30              |
| Bélgica - (Ultratop 50 Flanders)      | 10              |
| Bélgica - (Ultratop 50 Wallonia)      | 27              |
| Dinamarca - (IFPI)                    | 1               |
| União Europeia - (Eurochart Hot 100)  | 60              |
| Finlândia - (Suomen virallinen lista) | 3               |
| Hungria - (Mahasz)                    | 1               |
| Países Baixos - (Mega Top 100)        | 7               |
| Suécia - (Sverigetopplistan)          | 46              |

## Ligações Externas
- "Baby Boy no YouTube